# Пинггау
Пинггау (нем. Pinggau) — ярмарочная коммуна (нем. Marktgemeinde) в Австрии, в федеральной земле Штирия. 
Входит в состав округа Хартберг.  Население составляет 3123 человека (на 31 декабря 2005 года). Занимает площадь 58,99 км². Официальный код  —  6 07 21.

## Политическая ситуация
Бургомистр коммуны — Леопольд Барч (АНП) по результатам выборов 2005 года.
Совет представителей коммуны (нем. Gemeinderat) состоит из 21 места.
- АНП занимает 16 мест.
- СДПА занимает 5 мест.